# Euagathis magnifica
Euagathis magnifica är en stekelart som beskrevs av Simbolotti och Van Achterberg 1990. Euagathis magnifica ingår i släktet Euagathis och familjen bracksteklar. Inga underarter finns listade i Catalogue of Life.